# Méhbangó
A méhbangó (Ophrys apifera) a kosborfélék családjába tartozó, Európában, Nyugat-Ázsiában és Észak-Afrikában honos, réteken, cserjésekben élő, Magyarországon fokozottan védett növényfaj.

## Megjelenése
A méhbangó 20-50 (70) cm magas, lágyszárú, évelő növény. Ikergumói a talajban találhatók. Tőlevelei hosszúkás- vagy tojásdad-lándzsás alakúak, hosszuk 6-10 cm, szélességük 2-3,5 cm. 
Május-júniusban virágzik. Virágzata nyúlánk, ritkás fürt, amelyet 3-12 rózsaszínes-sötétbarnás virág alkot. Külső lepellevelei (szirmai) rózsaszínek vagy fehérek, hosszuk 11-17 mm, szélességük 5-9 mm. A belső lepellevelek aprók, ár alakúak, 3-4 mm hosszúak és 1,3-1,6 mm vastagok; színük zöldes, felületük szőrös. A sötétbarna mézajak hossza 9-14 mm, erősen domború. Alakja tojásdad, háromosztatú, a középső lebeny jóval nagyobb, a két oldalsó erősen szőrözött, tompán púpos. Tövénél világosbarna vagy barnásvörös folt látható, amelyet sárgásan szegélyezett lilásbarna rajzolat vesz körbe. Felülete bársonyos papillákkal fedett. A mézajak csúcsa erősen visszagörbült, rajta egy kihegyezett, kopasz függelék található. 
Termése 21-30 mm hosszú és 5-6,5 mm vastag toktermés, benne átlagosan 7700 (3200-16800) apró maggal.
A rendszeres önmegporzás miatt igen gyakoriak a rendellenes változatok, a mézajak mérete, domborúsága, mintázata; a lepellevelek mérete, színe nagyon változatos lehet. A Zalai-dombságon elterjedt a vékony szálas belső lepellevelű aurita, valamint a redukált mézajakrajzolatú immaculata alak, amelyek összesen az egyedek harmadát teszik ki. Előfordulnak deformált mézajkak, rendellenes belső lepellevelek (trollii, botteronii, friburgensis alakok) is.     

## Elterjedése
Eurázsiában és Észak-Afrikában él, elterjedésének határa nyugaton a Brit-szigetekig, északon Észak-Németországig, keleten Észak-Iránig terjed. 1570 m magasságig megtalálható. Magyarországon elsősorban dombvidéki (állományainak 63%-a), ritkábban síksági (25%) vagy alacsonyabb hegyvidéki (12%). Leggyakoribb a Zalai-dombságon, de előfordul a Pilisben, a Vértesben, a Bakonyban, a Mecsekben, a Villányi-hegységben, a Duna-Tisza közén és a Kisalföldön is, valamint találtak már példányát a Zselicben is. Az 1950-es évekig csak 3 helyről volt ismert és azokról is kipusztult, de az utóbbi évtizedekben a tematikus keresésnek köszönhetően számos populációját megtalálták.

## Életmódja
Változatos élőhelyeken található meg: száraz gyepekben, karsztbokorerdőkben, lápréteken. Megtelepedik másodlagos élőhelyeken is, felhagyott szőlőkben, gyümölcsösökben, kőbányákban, árokszéleken. A meszes talajt kedveli, élőhelyein a talaj pH-ját 7,4-7,9 közöttinek (átlagosan 7,7) mérték. Fényigényes. Pionír jellegű faj, sokszor a talaj megbolygatását követően telepszik meg egy-egy termőhelyen.
Magvai márciusban csíráznak, fejlődéséhez feltétlenül szüksége van a gombaszimbionta jelenlétére is. Zöld levelet először két évvel később fejleszt, virágzásra pedig csírázást követően a 9-11. évben kerül sor először. Élettartama 12-22 év. Egy adott évben virágzó egyedek arányát 6-57% közöttinek mérték. Aszály idején kevesebb növény virágzik, sőt teljesen el is maradhat. A kedvezőtlen években az állomány fele is a föld alatt lappanghat, de ennek időtartama ritkán haladja meg a két évet. 
Tőlevelei késő ősz és kora tavasz között fejlődnek ki. Áttelelés után a következő évben május-júniusban virágzik, virágzási középnapja június 16. Önmegporzással szaporodik, bár virágai vonzzák egyes méhfajok  (Eucera longicornis, E. pulveracea, Tetralonia cressa) hímjeit, de látogatásuk során sem beporzás, sem a pollíniumok eltávolítása nem következik be. A lecsüngő pollíniumok a szél okozta rázkódás során tapadnak a lenti bibéhez, ezért szélcsendes időben a virágzás elhúzódhat. A megtermékenyülés hatékonysága 70-90%-os. A virágzás idején levelei kezdenek megsárgulni majd hamarosan elhalnak. A termések augusztusra érnek be. Nemzetségének több fajával hibridizálódhat, de Magyarországon hibrideket még nem figyeltek meg.

## Természetvédelmi helyzete
A méhbangó nagy területen elterjedt és állományai viszonylag stabilak, egyedszámának nagymértékű csökkenése nem várható. A Természetvédelmi Világszövetség Vörös listáján "nem fenyegetett" státusszal szerepel. Magyarországon eddig összesen 58, 1990 óta 54 állományát mérték fel, visszaszorulása 5%-os. Teljes egyedszáma néhány ezres nagyságrendűre becsült. 1982 óta fokozottan védett, természetvédelmi értéke 250 000 Ft.

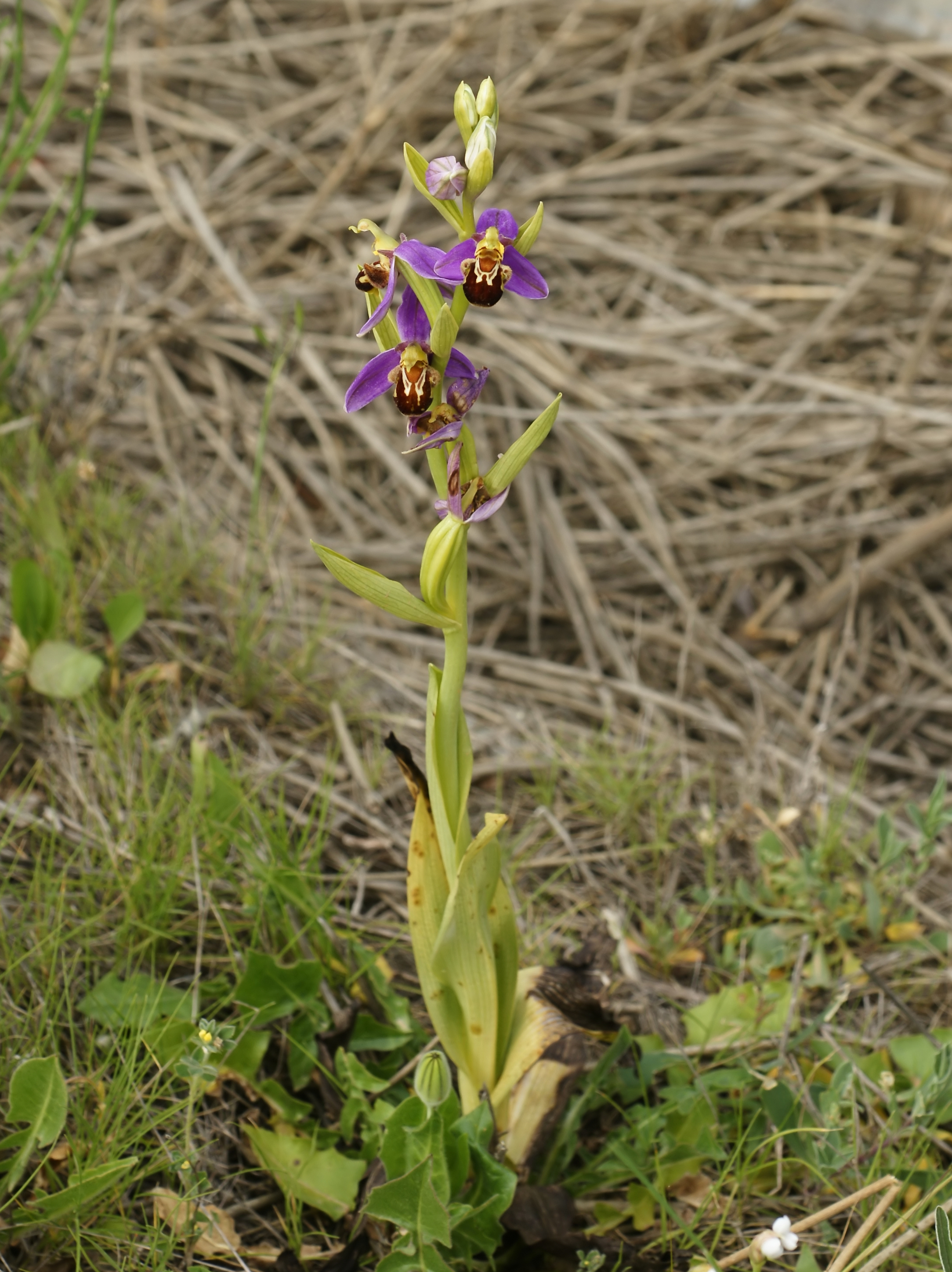
Habitusa
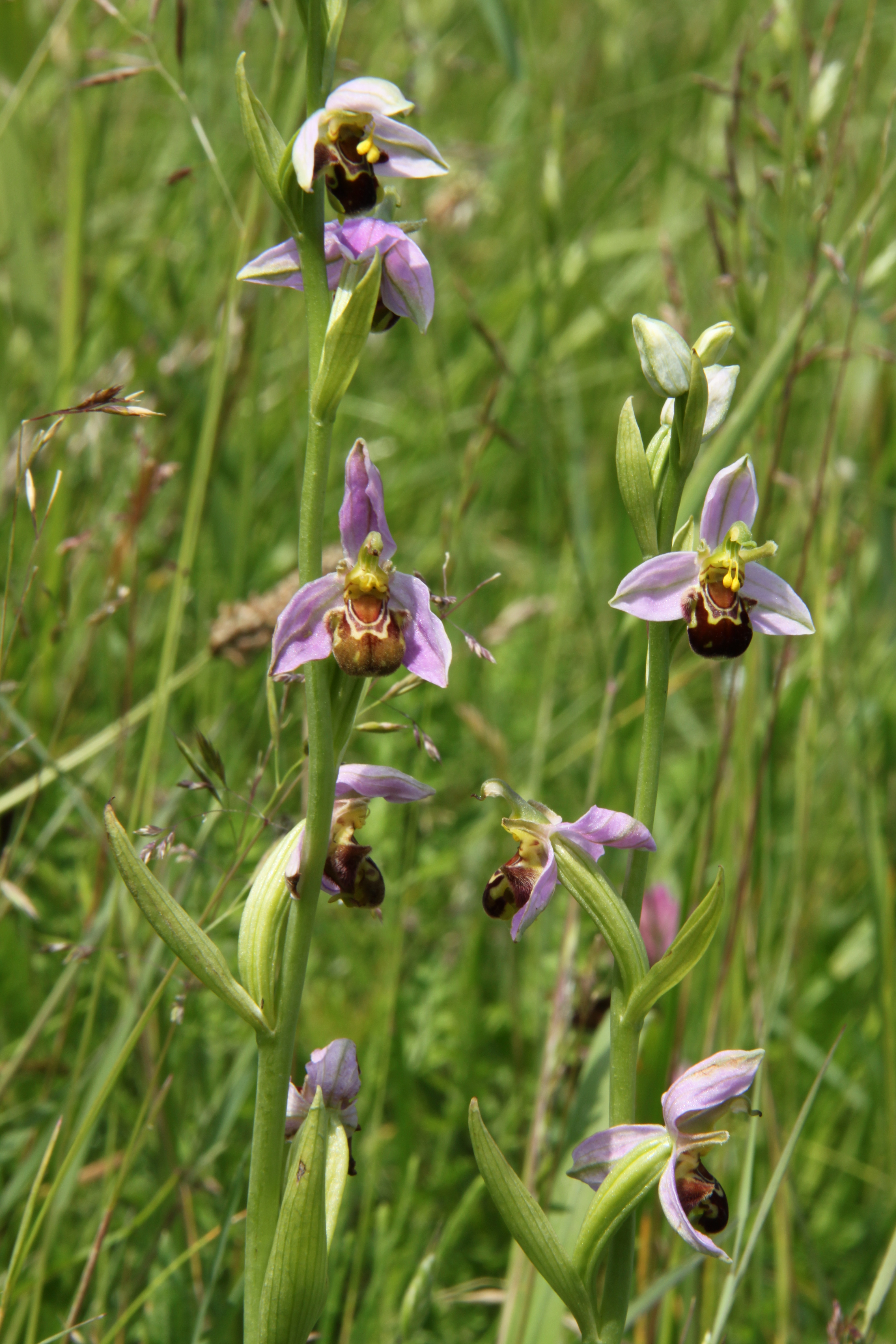
Virágzata
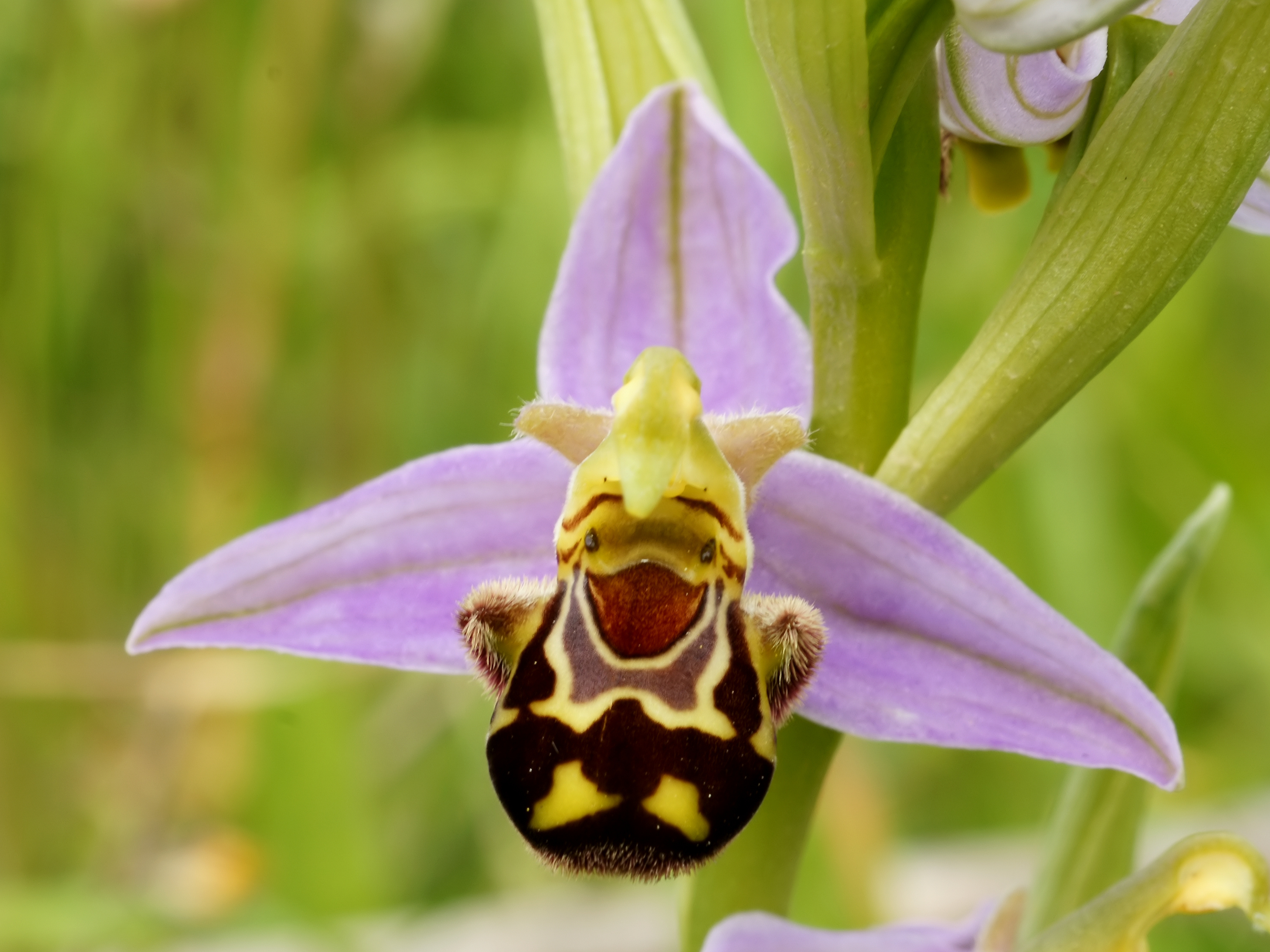
Virága
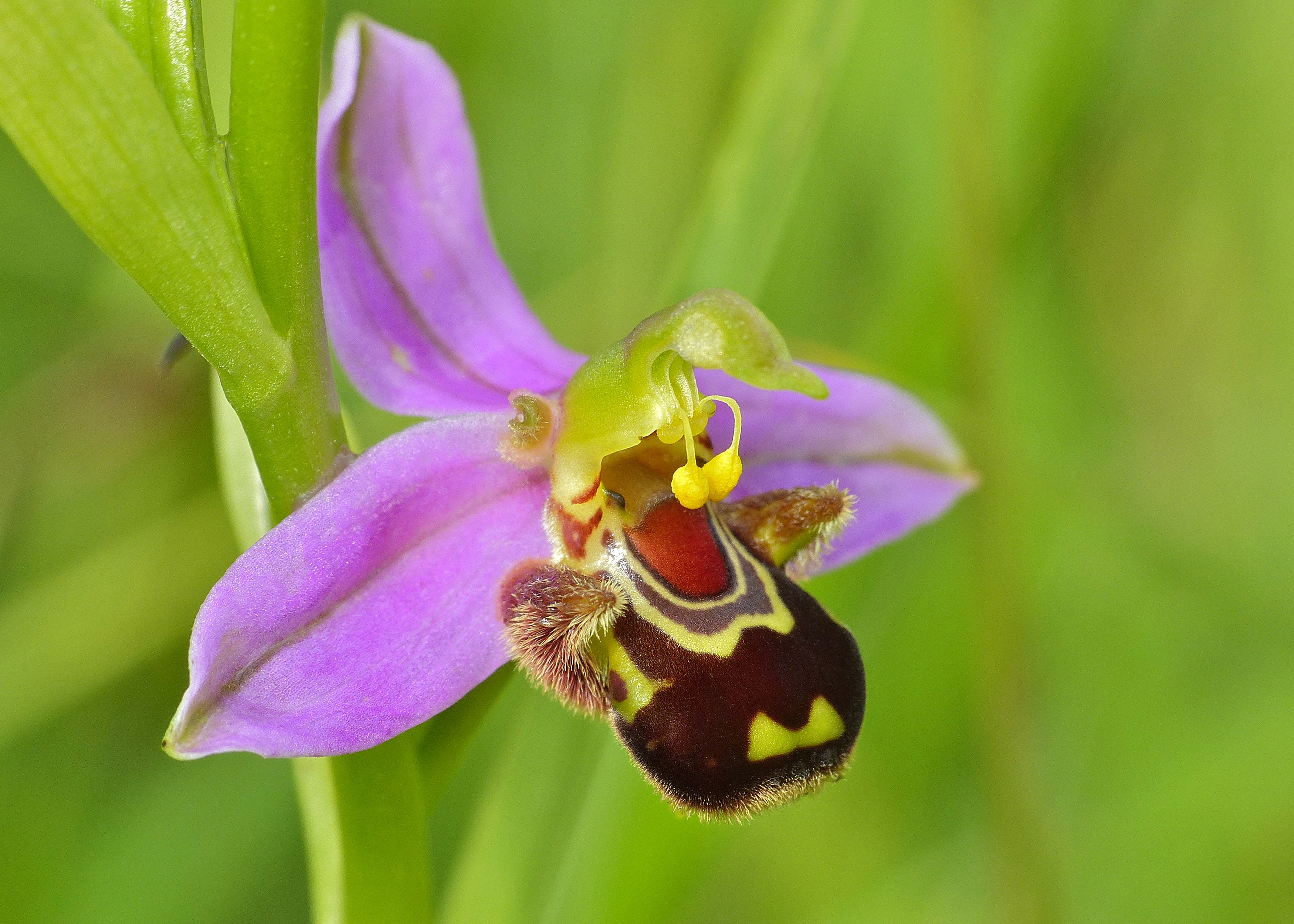
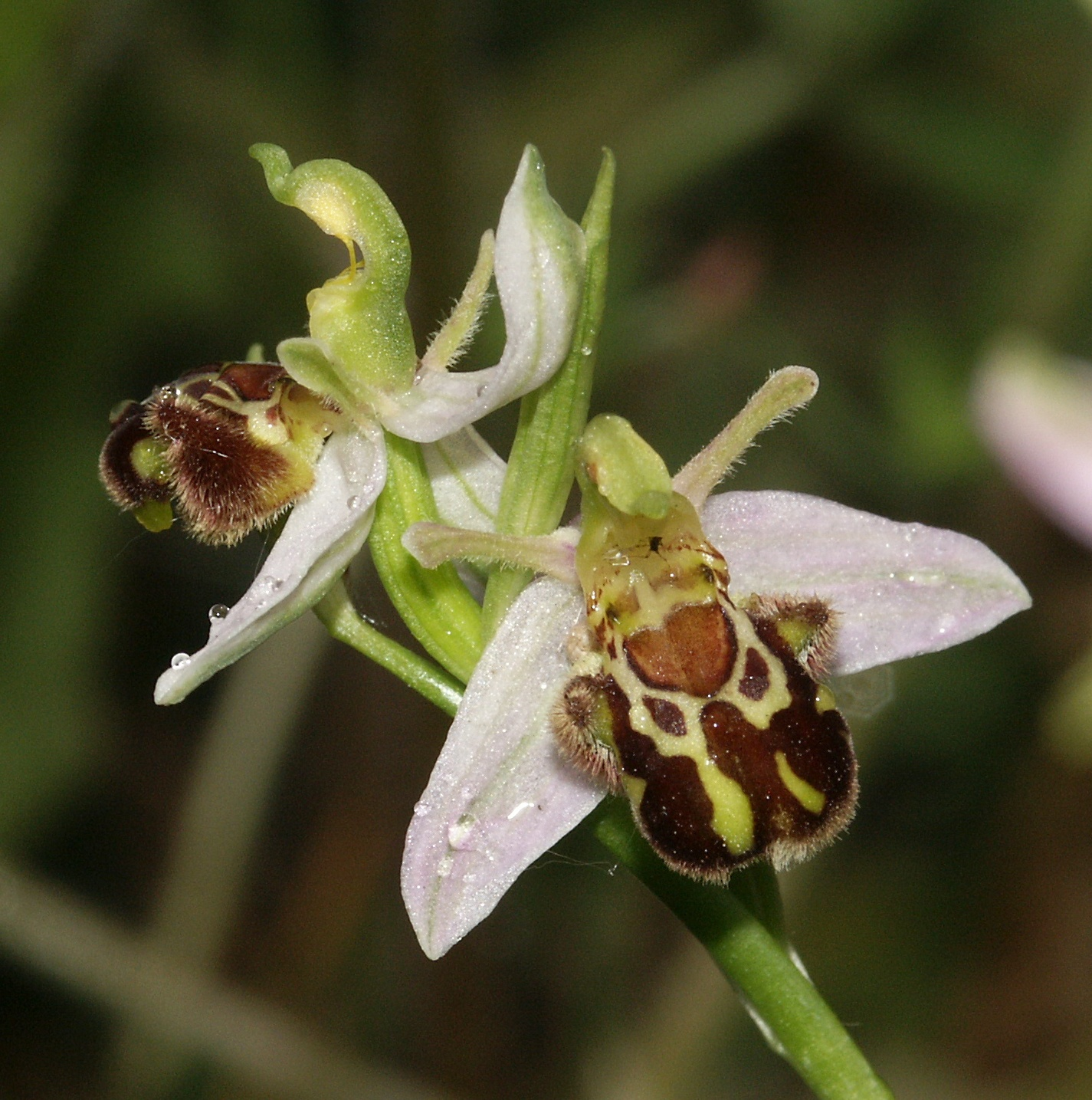
Aurita változata
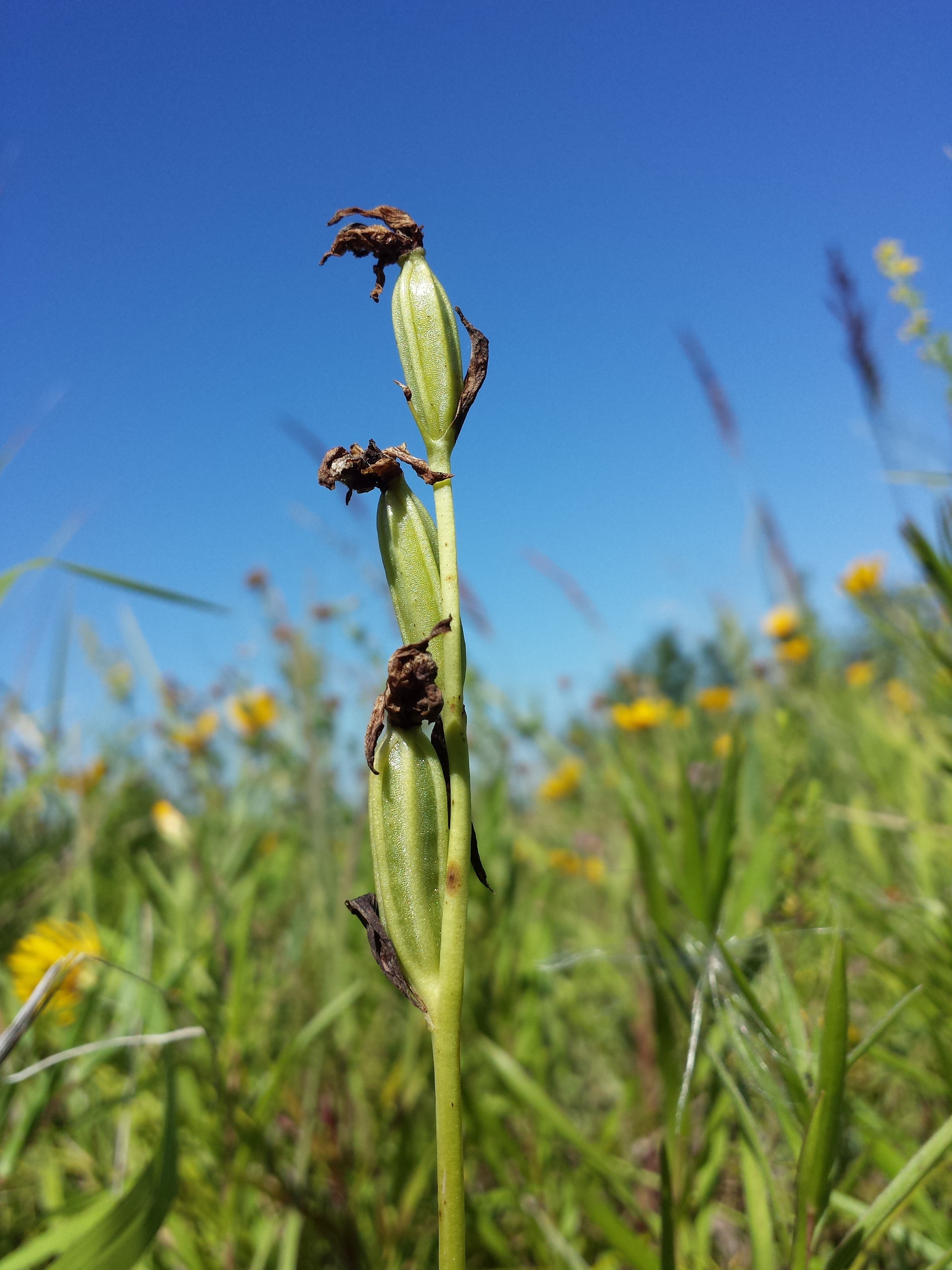
Termése
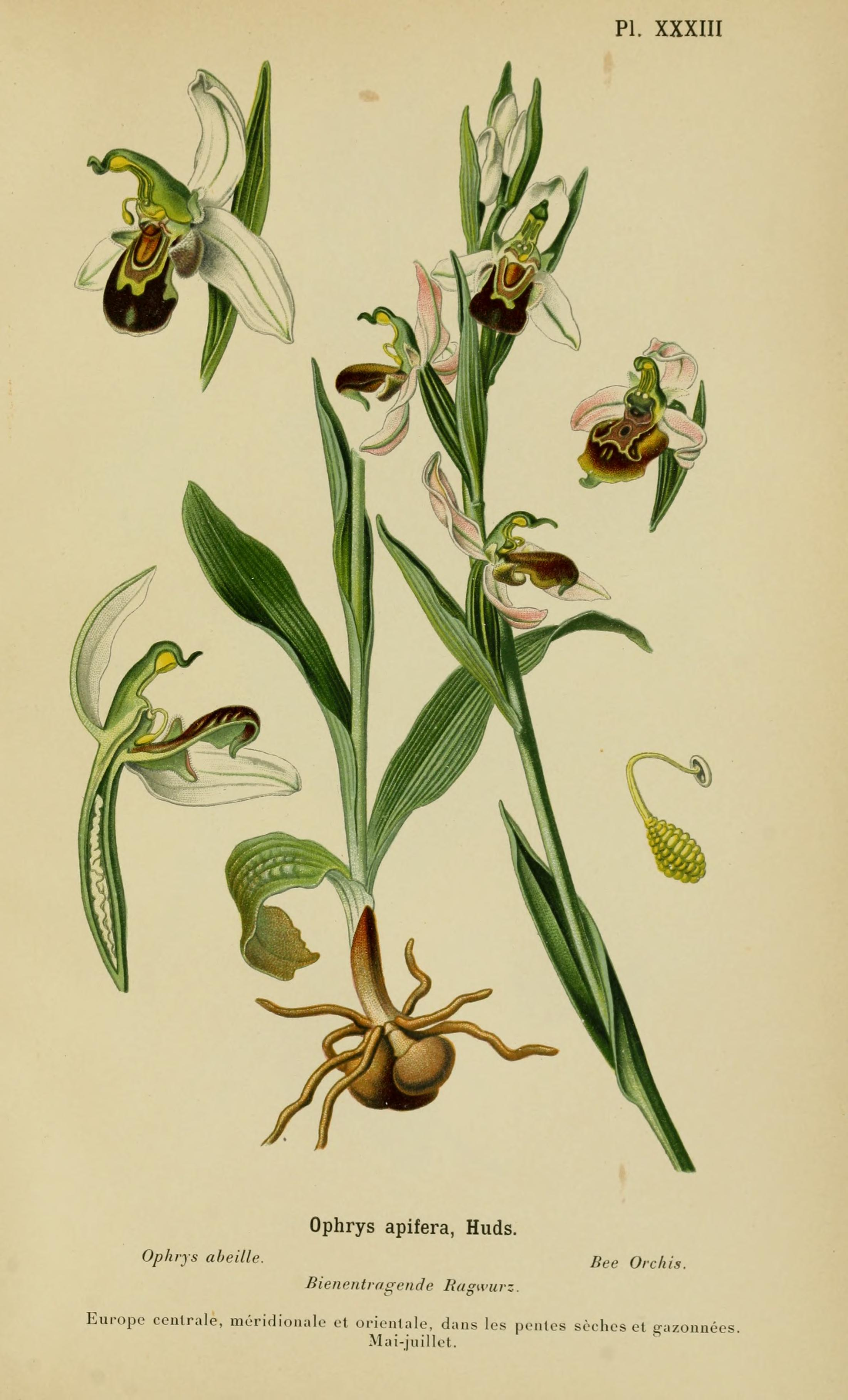
Ábrázolása egy svájci botanikakönyvben (1899)